# Wolf Wirz
Wolf Wirz (* 20. Mai 1911 in Sarnen; † 15. Dezember 1968) war ein Schweizer Politiker der Frontenbewegung. Der rechtsradikale Politiker war stark antisemitisch eingestellt und wollte «die Eidgenossenschaft wieder zu dem zu machen, was sie ursprünglich war – judenfrei».

## Lebenslauf
1911 wurde Wirz in Sarnen geboren und erlangte 1931 in Engelberg die Maturität. Nach einem Studium des Rechts in Zürich und München legte er 1936 an der Universität Zürich eine Dissertation über «Die Träger der verwaltenden Staatsgewalt im Kanton Unterwalden Ob dem Wald» vor.
1932 war er Gründungsmitglied des Bundes Nationalsozialistischer Eidgenossen, wo er nach Auseinandersetzungen mit Theodor Fischer ausgeschlossen wurde. Von 1933 bis 1938 war er Mitglied der Nationalen Front. 1938 war er Gründungsmitglied des Bundes treuer Eidgenossen nationalsozialistischer Weltanschauung. 1940 wurde er Mitglied in der Nationalen Bewegung der Schweiz.
Im Juni 1943 wurde Wirz wegen Landesverrats durch das Territorialgericht 3 B zu zehn Jahren Zuchthaus und zu fünf Jahren Entzug der bürgerlichen Ehrenfähigkeit verurteilt. Er hatte einen Anschluss der Schweiz an das Deutsche Reich befürwortet und als Verteidiger in Spionageprozessen hatte er dem deutschen Nachrichtendienst militärische Geheimnisse preisgegeben. Auch wurde er aus der Schweizer Armee ausgeschlossen. 
Von 1949 bis 1968 arbeitete Wirz in einem Treuhandbüro für Steuerberatungen in Zürich.